# Francesco Maria Zanotti
Francesco Maria Zanotti Cavazzoni (Bologna, 6 gennaio 1692 – Bologna, 25 dicembre 1777) è stato uno scrittore e filosofo italiano.

## Biografia
Nacque a Bologna il 6 gennaio 1692. Dal 1718 fu professore di filosofia all'Università di Bologna, e nel 1723 fu nominato Segretario dell'Istituto di scienze, del quale in seguito (1766) divenne presidente. Morì a Bologna il 25 dicembre 1777. Suo fratello fu Giampietro Zanotti, pittore e storico, il figlio di Giampietro, Eustachio Zanotti, fu un famoso astronomo e ingegnere idraulico.

## Principali contributi

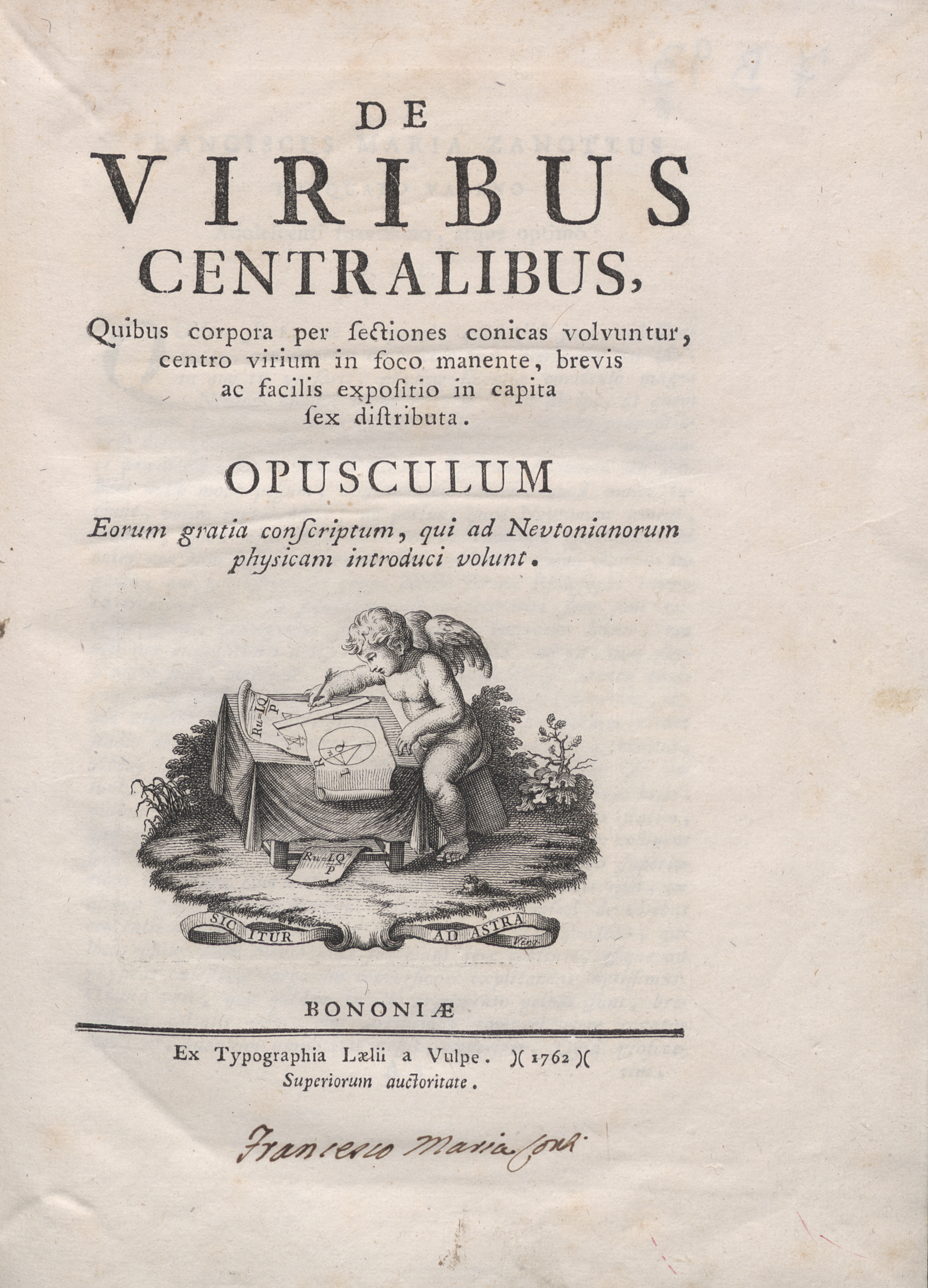
De viribus centralibus

Zanotti pensò di applicare alle idee la teoria dell'attrazione di Newton, e in proposito scrisse un opuscolo (che finse di tradurre dal francese): Della forza attrattiva delle idee (1747). Scrisse anche una Filosofia morale (1754), essenzialmente una sintesi dell'etica di Aristotele. Tra le opere epistemologiche la principale è Della forza dei corpi che chiamiamo viva (1752), che si inserisce in una questione vivacemente dibattuta tra seguaci di Leibniz e di Cartesio. Nel De viribus centralibus (1762) Zanotti espone secondo una prospettiva relativamente originale la teoria newtoniana dell'attrazione. 
Zanotti scrisse molte altre opere, tra cui saggi di poetica, composizioni in versi, un Ragionamento sopra la filosofia, Paradossi e un Epistolario.

## Fortuna

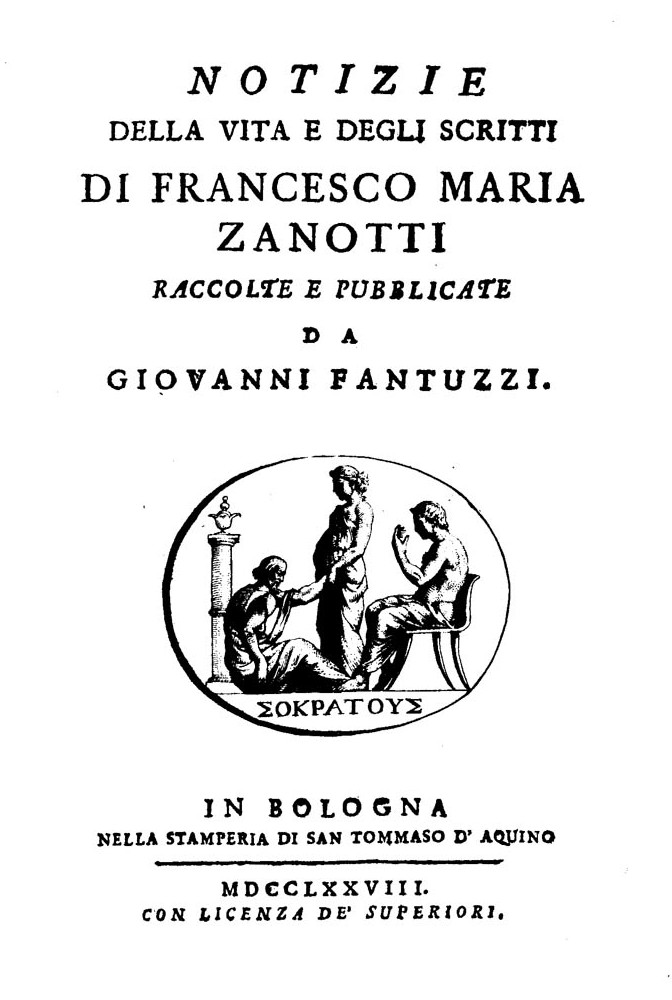
Giovanni Fantuzzi, Notizie della vita e degli scritti di Francesco Maria Zanotti, 1778

Uno dei principali motivi di interesse della figura di Zanotti è la grande fortuna che ebbe in Italia nella prima metà dell'Ottocento.
Su molti argomenti era considerato una fonte autorevole, come testimonia, ad esempio, Leopardi, che incluse vari passi di Zanotti nella sua celebre Crestomazia italiana della prosa. Il Fantuzzi ne scrisse una biografia.

## Opere
- Della forza dei corpi che chiamiamo viva, 1752
- Filosofia morale, 1754
- De viribus centralibus, Bologna, Lelio Dalla Volpe, 1762.
- Ragionamento sopra la filosofia
- Paradossi
- Epistolario